# Derbi del Pla de Barcelona
El derbi del Pla de Barcelona, també conegut com la rivalitat de La Vila contra El Poble, és una rivalitat esportiva entre els dos clubs de futbol principals del antics municipis del Pla de Barcelona, el CE Europa de la Vila de Gràcia i la UE Sant Andreu de Sant Andreu de Palomar. Al llarg de la història s'han disputat nombrosos partits entre aquestes dues entitats, tot i que les aficions dels clubs només es consideren com rivals principals des del 2007.

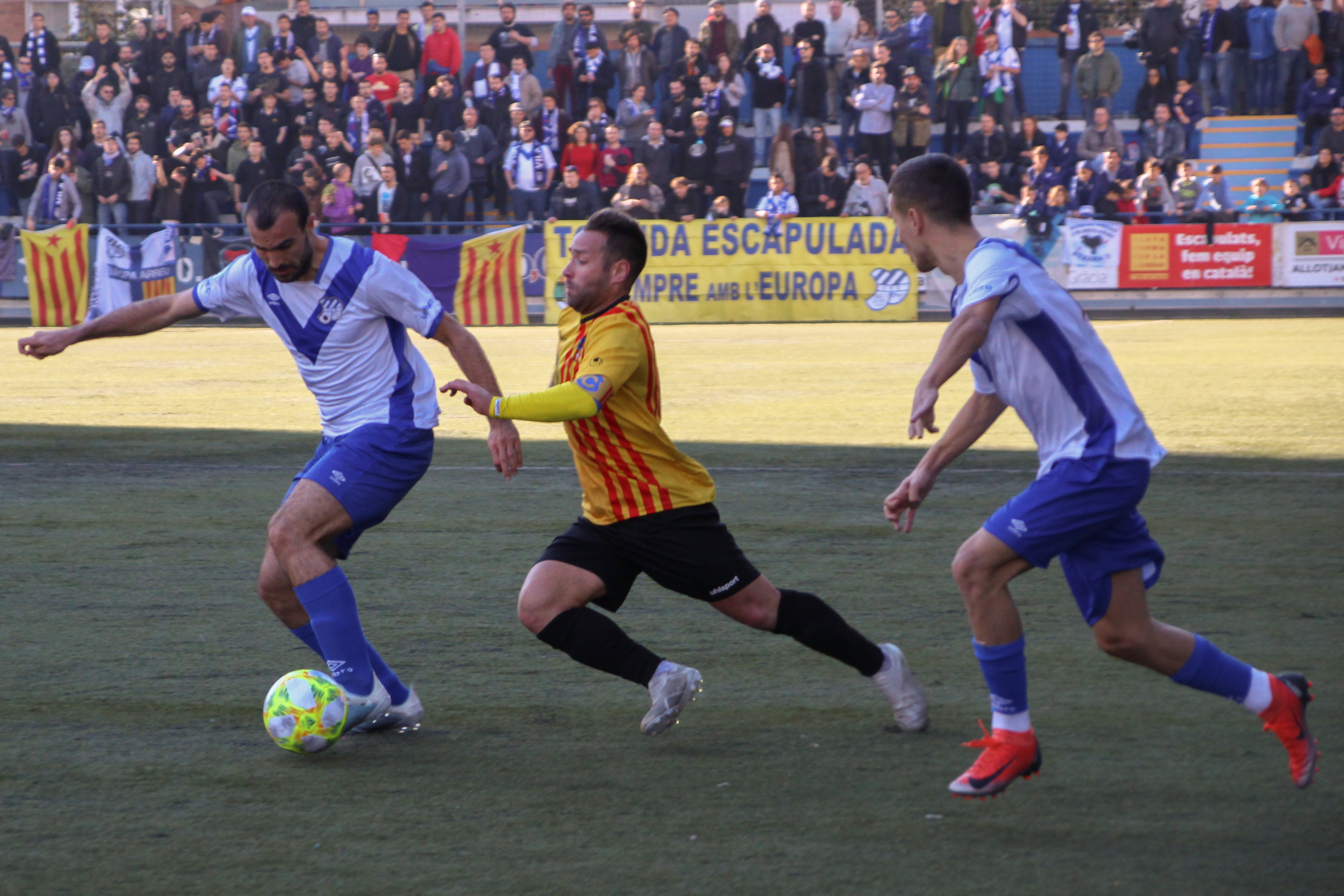
Duel entre jugadors de l'Europa i del Sant Andreu.

## Símbols

### Sobrenom
Per una banda, els jugadors i aficionats de l'Europa es coneixen per tres sobrenoms: europeistes (pel nom del Club), graciencs (el gentilici de la Vila de Gràcia) i escapulats. Aquest últim sobrenom és una referència al disseny de la samarreta de l'Europa: un escapulari blau sobre un fons blanc.
Per l'altra banda, les persones vinculades al Sant Andreu reben dos sobrenoms: andreuencs (el gentilici de Sant Andreu de Palomar) i quadribarrats, una referència a la samarreta del Sant Andreu: quatre barres vermelles sobre un fons groc, inspirada en la senyera.

### Estadi
Al llarg de la història, ambdós dels clubs han jugat en diversos estadis. L'Europa ha jugat en diferents camps al Poblet, el Camp d'En Grassot i la Vila de Gràcia, mentre que els camps del Sant Andreu sempre s'han ubicat al mateix lloc, concretament a Sant Andreu de Palomar. Actualment, el camp de l'Europa és el Camp Municipal Nou Sardenya i el del Sant Andreu és el Camp Municipal Narcís Sala.

### Colors
Tot i que els dissenys de les samarretes dels dos clubs han variat al llarg dels anys, l'Europa i el Sant Andreu han mantingut els mateixos colors durant la major part de la seva història. L'Europa sempre ha jugat amb samarreta blanc-i-blava, mentre que el Sant Andreu va començar jugant amb ratlles blanques i vermelles, va canviar després les ratlles blanques per ratlles grogues i va haver de canviar forçosament a ratlles blaves i grogues durant l'inici de la dictadura franquista. Des de finals dels anys quaranta, juga amb una indumentària groc-i-vermella.

## Història

### Rivalitats anteriors
Abans que l'Europa i el Sant Andreu es convertissin en el principal rival de l'altre, hi havien altres equips amb què disputaven partits d'alta tensió. Per una banda, l'Europa ha conegut rivalitats amb el FC Internacional (anys 1910), el CE Júpiter (anys 1910), el FC Barcelona (anys 1920), la UD Gràcia (anys 1940), la UE Sants (anys 1950 i 1960) i el FC Martinenc (anys 1920, 1980 i 1990). Per l'altra banda, el Sant Andreu ha tingut rivalitats amb el CD Fabra i Coats (anys 1950 i 1960), la CF Muntanyesa i la UDA Gramenet (anys 1980 i 1990).

### Evolució de la rivalitat
Els primers enfrontaments entre l'Europa i el Sant Andreu en lliga es van jugar a la dècada dels anys 1910, però per una falta de documentació clara i constant d'aquesta època, no se sap exactament quants partits es van jugar. A més, no hi ha evidència de l'existència d'una rivalitat significativa en aquesta rivalitat.
Durant la major part del segle xx, hi ha hagut episodis aïllats de rivalitat, però no es considerava una rivalitat més intensa que les amb els altres equips del Pla de Barcelona, com la UE Sants, la UA Horta o el FC Martinenc. No obstant això, durant els anys vuitanta i els inicis dels anys noranta, es van empitjorar les relacions entre les aficions d'ambdós dels clubs, tot i que després hi ha hagut un període de menys rivalitat.
Generalment, es considera que el 2007 va ser l'any de naixement de la rivalitat intensa que encara existeix avui en dia. Des de l'inici dels anys vint, es considera aquesta rivalitat la segona més intensa de Catalunya després del derbi barceloní, tant per incidents entre les aficions com per la manca de partits jugats entre altres equips rivals catalans, com el derbi del Vallès Occidental (CE Sabadell FC contra Terrassa FC) o el derbi del Camp (Nàstic de Tarragona contra Reus Deportiu).

### L'actualitat
El derbi es caracteritza pels perfils socials i polítics similars dels clubs. Tant l'Europa com el Sant Andreu són obertament antifeixistes i defensen l'ús de la llengua catalana, valors que comparteixen els seus grups d'animació. A més, són entitats que representen antics municipis, actualment barris de Barcelona, que es varen annexar a la ciutat comtal l'any 1897. També es consideren clubs populars, clubs de futbol amb entrades econòmiques, contacte proper amb la seva afició i implicació amb el barri al qual pertanyen.

## Enfrontaments en lliga
| Edició | Temporada | Categoria         | Camp                   | Data       | Local          | Resultat | Visitant       | Incidències   |
| ------ | --------- | ----------------- | ---------------------- | ---------- | -------------- | -------- | -------------- | ------------- |
| 1      | 1934-35   | Segona Categoria  | Camp dels Quinze       | Desconegut | CD Europa      | 0-1      | US San Andrés  |               |
| 2      | 1934-35   | Segona Categoria  | Santa Coloma           | Desconegut | US San Andrés  | 1-2      | CD Europa      |               |
| 3      | 1935-36   | Segona Categoria  | Camp de la Providència | Desconegut | CD Europa      | 1-2      | US Sant Andreu |               |
| 4      | 1935-36   | Segona Categoria  | Santa Coloma           | Desconegut | US Sant Andreu | 2-0      | CD Europa      |               |
| 5      | 1936-37   | Segona Categoria  | Camp de la Providència | Desconegut | CD Europa      | 5-4      | US Sant Andreu |               |
| 6      | 1936-37   | Segona Categoria  | Santa Coloma           | Desconegut | US Sant Andreu | 2-1      | CD Europa      |               |
| 7      | 1939-40   | Segona Categoria  | Camp de la Indústria   | Desconegut | CD Europa      | 1-5      | CD San Andrés  |               |
| 8      | 1939-40   | Segona Categoria  | Santa Coloma           | Desconegut | CD San Andrés  | 2-3      | CD Europa      |               |
| 9      | 1940-41   | Primera Catalana  | Sardenya               | Desconegut | CD Europa      | 0-3      | CD San Andrés  |               |
| 10     | 1940-41   | Primera Catalana  | Santa Coloma           | Desconegut | CD San Andrés  | 0-0      | CD Europa      |               |
| 11     | 1941-42   | Primera Catalana  | Sardenya               | Desconegut | CD Europa      | 3-1      | CD San Andrés  |               |
| 12     | 1941-42   | Primera Catalana  | Santa Coloma           | Desconegut | CD San Andrés  | 1-1      | CD Europa      |               |
| 13     | 1942-43   | Primera Catalana  | Sardenya               | Desconegut | CD Europa      | 2-1      | CD San Andrés  |               |
| 14     | 1942-43   | Primera Catalana  | Santa Coloma           | Desconegut | CD San Andrés  | 0-1      | CD Europa      |               |
| 15     | 1942-43   | Primera Catalana  | Sardenya               | Desconegut | CD Europa      | 3-1      | CD San Andrés  | Fase d'ascens |
| 16     | 1942-43   | Primera Catalana  | Santa Coloma           | Desconegut | CD San Andrés  | 4-4      | CD Europa      | Fase d'ascens |
| 17     | 1943-44   | Primera Catalana  | Sardenya               | Desconegut | CD Europa      | 1-0      | CD San Andrés  |               |
| 18     | 1943-44   | Primera Catalana  | Santa Coloma           | Desconegut | CD San Andrés  | 2-2      | CD Europa      |               |
| 19     | 1943-44   | Primera Catalana  | Sardenya               | Desconegut | CD Europa      | 3-4      | CD San Andrés  | Fase d'ascens |
| 20     | 1943-44   | Primera Catalana  | Santa Coloma           | Desconegut | CD San Andrés  | 4-1      | CD Europa      | Fase d'ascens |
| 21     | 1944-45   | Primera Catalana  | Sardenya               | Desconegut | CD Europa      | 4-2      | CD San Andrés  |               |
| 22     | 1944-45   | Primera Catalana  | Santa Coloma           | Desconegut | CD San Andrés  | 3-0      | CD Europa      |               |
| 23     | 1944-45   | Primera Catalana  | Sardenya               | Desconegut | CD Europa      | 3-2      | CD San Andrés  | Fase d'ascens |
| 24     | 1944-45   | Primera Catalana  | Santa Coloma           | Desconegut | CD San Andrés  | 1-2      | CD Europa      | Fase d'ascens |
| 25     | 1945-46   | Primera Catalana  | Sardenya               | Desconegut | CD Europa      | 2-2      | CD San Andrés  |               |
| 26     | 1945-46   | Primera Catalana  | Santa Coloma           | Desconegut | CD San Andrés  | 2-0      | CD Europa      |               |
| 27     | 1945-46   | Primera Catalana  | Sardenya               | Desconegut | CD Europa      | 2-2      | CD San Andrés  | Fase d'ascens |
| 28     | 1945-46   | Primera Catalana  | Santa Coloma           | Desconegut | CD San Andrés  | 2-1      | CD Europa      | Fase d'ascens |
| 29     | 1946-47   | Primera Catalana  | Sardenya               | Desconegut | CD Europa      | 3-0      | CD San Andrés  |               |
| 30     | 1946-47   | Primera Catalana  | Santa Coloma           | Desconegut | CD San Andrés  | 2-1      | CD Europa      |               |
| 31     | 1953-54   | Tercera Divisió   | Sardenya               | Desconegut | CD Europa      | 0-1      | CD San Andrés  |               |
| 32     | 1953-54   | Tercera Divisió   | Santa Coloma           | Desconegut | CD San Andrés  | 2-1      | CD Europa      |               |
| 33     | 1956-57   | Tercera Divisió   | Sardenya               | Desconegut | CD Europa      | 1-0      | CD San Andrés  |               |
| 34     | 1956-57   | Tercera Divisió   | Santa Coloma           | Desconegut | CD San Andrés  | 0-3      | CD Europa      |               |
| 35     | 1957-58   | Tercera Divisió   | Sardenya               | Desconegut | CD Europa      | 0-1      | CD San Andrés  |               |
| 36     | 1957-58   | Tercera Divisió   | Santa Coloma           | Desconegut | CD San Andrés  | 0-1      | CD Europa      |               |
| 37     | 1958-59   | Tercera Divisió   | Sardenya               | Desconegut | CD Europa      | 5-3      | CD San Andrés  |               |
| 38     | 1958-59   | Tercera Divisió   | Santa Coloma           | Desconegut | CD San Andrés  | 2-2      | CD Europa      |               |
| 39     | 1959-60   | Tercera Divisió   | Sardenya               | Desconegut | CD Europa      | 3-0      | CD San Andrés  |               |
| 40     | 1959-60   | Tercera Divisió   | Santa Coloma           | Desconegut | CD San Andrés  | 2-1      | CD Europa      |               |
| 41     | 1962-63   | Tercera Divisió   | Sardenya               | Desconegut | CD Europa      | 3-1      | CD San Andrés  |               |
| 42     | 1962-63   | Tercera Divisió   | Santa Coloma           | Desconegut | CD San Andrés  | 0-2      | CD Europa      |               |
| 43     | 1968-69   | Tercera Divisió   | Sardenya               | Desconegut | CD Europa      | 0-0      | CD San Andrés  |               |
| 44     | 1968-69   | Tercera Divisió   | Santa Coloma           | Desconegut | CD San Andrés  | 2-0      | CD Europa      |               |
| 45     | 1980-81   | Tercera Divisió   | Sardenya               | Desconegut | CD Europa      | 1-0      | UE Sant Andreu |               |
| 46     | 1980-81   | Tercera Divisió   | Narcís Sala            | Desconegut | UE Sant Andreu | 3-4      | CD Europa      |               |
| 47     | 1981-82   | Tercera Divisió   | Sardenya               | Desconegut | CD Europa      | 1-0      | UE Sant Andreu |               |
| 48     | 1981-82   | Tercera Divisió   | Narcís Sala            | Desconegut | UE Sant Andreu | 5-1      | CD Europa      |               |
| 49     | 1982-83   | Tercera Divisió   | Sardenya               | Desconegut | CD Europa      | 2-1      | UE Sant Andreu |               |
| 50     | 1982-83   | Tercera Divisió   | Narcís Sala            | Desconegut | UE Sant Andreu | 1-1      | CD Europa      |               |
| 51     | 1983-84   | Tercera Divisió   | Sardenya               | Desconegut | CD Europa      | 2-1      | UE Sant Andreu |               |
| 52     | 1983-84   | Tercera Divisió   | Narcís Sala            | Desconegut | UE Sant Andreu | 1-1      | CD Europa      |               |
| 53     | 1984-85   | Tercera Divisió   | Sardenya               | 09-09-1984 | CD Europa      | 2-0      | UE Sant Andreu |               |
| 54     | 1984-85   | Tercera Divisió   | Narcís Sala            | 20-01-1985 | UE Sant Andreu | 1-0      | CD Europa      |               |
| 55     | 1985-86   | Tercera Divisió   | Narcís Sala            | 10-11-1985 | UE Sant Andreu | 1-0      | CE Europa      |               |
| 56     | 1985-86   | Tercera Divisió   | Sardenya               | 23-03-1986 | CE Europa      | 1-2      | UE Sant Andreu |               |
| 57     | 1989-90   | Tercera Divisió   | Sardenya               | 31-12-1989 | CE Europa      | 1-1      | UE Sant Andreu |               |
| 58     | 1989-90   | Tercera Divisió   | Narcís Sala            | 13-05-1990 | UE Sant Andreu | 1-1      | CE Europa      |               |
| 59     | 1994-95   | Segona Divisió B  | Feliu i Codina         | 18-12-1994 | CE Europa      | 0-0      | UE Sant Andreu |               |
| 60     | 1994-95   | Segona Divisió B  | Narcís Sala            | 07-05-1995 | UE Sant Andreu | 3-0      | CE Europa      |               |
| 61     | 1997-98   | Tercera Divisió   | Nou Sardenya           | 14-09-1997 | CE Europa      | 2-1      | UE Sant Andreu |               |
| 62     | 1997-98   | Tercera Divisió   | Narcís Sala            | 01-02-1998 | UE Sant Andreu | 2-0      | CE Europa      |               |
| 63     | 1998-99   | Tercera Divisió   | Nou Sardenya           | 13-12-1998 | CE Europa      | 4-2      | UE Sant Andreu |               |
| 64     | 1998-99   | Tercera Divisió   | Narcís Sala            | 02-05-1999 | UE Sant Andreu | 1-0      | CE Europa      |               |
| 65     | 2000-01   | Tercera Divisió   | Nou Sardenya           | 10-12-2000 | CE Europa      | 1-0      | UE Sant Andreu |               |
| 66     | 2000-01   | Tercera Divisió   | Narcís Sala            | 06-05-2001 | UE Sant Andreu | 1-2      | CE Europa      |               |
| 67     | 2001-02   | Tercera Divisió   | Narcís Sala            | 30-09-2001 | UE Sant Andreu | 2-1      | CE Europa      |               |
| 68     | 2001-02   | Tercera Divisió   | Nou Sardenya           | 07-02-2002 | CE Europa      | 0-1      | UE Sant Andreu |               |
| 69     | 2002-03   | Tercera Divisió   | Narcís Sala            | 13-10-2002 | UE Sant Andreu | 4-3      | CE Europa      |               |
| 70     | 2002-03   | Tercera Divisió   | Nou Sardenya           | 02-03-2003 | CE Europa      | 1-2      | UE Sant Andreu |               |
| 71     | 2003-04   | Tercera Divisió   | Nou Sardenya           | 23-11-2003 | CE Europa      | 0-0      | UE Sant Andreu |               |
| 72     | 2003-04   | Tercera Divisió   | Narcís Sala            | 25-05-2004 | UE Sant Andreu | 1-1      | CE Europa      |               |
| 73     | 2007-08   | Tercera Divisió   | Narcís Sala            | 11-11-2007 | UE Sant Andreu | 3-0      | CE Europa      |               |
| 74     | 2007-08   | Tercera Divisió   | Nou Sardenya           | 30-03-2008 | CE Europa      | 0-1      | UE Sant Andreu |               |
| 75     | 2015-16   | Tercera Divisió   | Nou Sardenya           | 10-10-2015 | CE Europa      | 0-0      | UE Sant Andreu |               |
| 76     | 2015-16   | Tercera Divisió   | Narcís Sala            | 28-02-2016 | UE Sant Andreu | 1-1      | CE Europa      |               |
| 77     | 2016-17   | Tercera Divisió   | Nou Sardenya           | 27-11-2016 | CE Europa      | 0-0      | UE Sant Andreu |               |
| 78     | 2016-17   | Tercera Divisió   | Narcís Sala            | 23-04-2017 | UE Sant Andreu | 0-0      | CE Europa      |               |
| 79     | 2017-18   | Tercera Divisió   | Nou Sardenya           | 12-11-2017 | CE Europa      | 0-0      | UE Sant Andreu |               |
| 80     | 2017-18   | Tercera Divisió   | Narcís Sala            | 14-04-2018 | UE Sant Andreu | 1-1      | CE Europa      |               |
| 81     | 2018-19   | Tercera Divisió   | Nou Sardenya           | 09-12-2018 | CE Europa      | 1-1      | UE Sant Andreu |               |
| 82     | 2018-19   | Tercera Divisió   | Narcís Sala            | 05-05-2019 | UE Sant Andreu | 0-0      | CE Europa      |               |
| 83     | 2019-20   | Tercera Divisió   | Nou Sardenya           | 05-01-2020 | CE Europa      | 0-2      | UE Sant Andreu |               |
| 84     | 2022-23   | Tercera Federació | Nou Sardenya           | 27-11-2022 | CE Europa      | 3-0      | UE Sant Andreu |               |
| 85     | 2022-23   | Tercera Federació | Narcís Sala            | 02-04-2023 | UE Sant Andreu | 1-1      | CE Europa      |               |
| 86     | 2023-24   | Segona Federació  | Nou Sardenya           | 17-09-2023 | CE Europa      | 3-0      | UE Sant Andreu |               |
| 87     | 2023-24   | Segona Federació  | Narcís Sala            | 28-01-2024 | UE Sant Andreu | 2-3      | CE Europa      |               |
| 88     | 2024-25   | Segona Federació  | Nou Sardenya           | 17-11-2024 | CE Europa      | 4-6      | UE Sant Andreu |               |
| 89     | 2024-25   | Segona Federació  | Narcís Sala            | 30-03-2025 | UE Sant Andreu | 1-1      | CE Europa      |               |

1. ↑  No es compten els partits entre l'Europa i l'Andreuenc o l'Avenç, que en van jugar diversos entre ells. La llista només inclou els partits entre l'Europa i el Sant Andreu des de la fusió entre l'Andreuenc, l'Avenç i altres clubs andreuencs l'any 1925.
2. ↑  La tornada no es va jugar pel començament de la pandèmia de COVID-19.

### Resum
| Categoria                                   | Victòries Europa | Empats | Victòries Sant Andreu | Gols Europa | Gols Sant Andreu |
| ------------------------------------------- | ---------------- | ------ | --------------------- | ----------- | ---------------- |
| Segona Divisió B/Segona Federació           | 2                | 2      | 2                     | 11          | 12               |
| Tercera Divisió/Tercera Federació           | 18               | 17     | 18                    | 62          | 59               |
| Segona Categoria del Campionat de Catalunya | 3                | 0      | 5                     | 13          | 19               |
| Primera Catalana                            | 9                | 6      | 7                     | 40          | 39               |
| Total                                       | 32               | 25     | 32                    | 126         | 129              |

## Comparació
| Aspecte de comparació                               | Europa                                | Sant Andreu                           |
| Dades generals                                      | Dades generals                        | Dades generals                        |
| --------------------------------------------------- | ------------------------------------- | ------------------------------------- |
| Nom complet                                         | Club Esportiu Europa                  | Unió Esportiva Sant Andreu, SAE       |
| Data de fundació                                    | 5 de juny 1907                        | 1909                                  |
| Sobrenoms                                           | Escapulats, graciencs, europeistes    | Quadribarrats, andreuencs             |
| Colors                                              | Blanc i blau                          | Groc i vermell                        |
| Tipus de entitat                                    | Club de futbol                        | Societat Anònima Esportiva            |
| Localització                                        |                                       |                                       |
| Barri                                               | Vila de Gràcia                        | Sant Andreu de Palomar                |
| Inhabitants (2023)                                  | 50,048                                | 57,902                                |
| Districte                                           | Gràcia                                | Sant Andreu                           |
| Inhabitants (2023)                                  | 120,907                               | 149,826                               |
| Camp                                                |                                       |                                       |
| Nom                                                 | Nou Sardenya                          | Narcís Sala                           |
| Capacitat                                           | 4,000                                 | 6,563                                 |
| Dimensions                                          | 100,5 x 62 m                          | 105 x 64 m                            |
| Any d'inauguració                                   | 1995                                  | 1970                                  |
| Dimensió social                                     |                                       |                                       |
| Nombre de socis (2024-25)                           | 2,800                                 | 4,857                                 |
| Nombre de penyes (2024-25)                          | 16                                    | 12                                    |
| Grup d'animació                                     | Eskapulats                            | Desperdicis                           |
| Trajectòria esportiva                               |                                       |                                       |
| Temporades en Primera Divisió                       | 3                                     | 0                                     |
| Temporades en Segona Divisió                        | 5                                     | 11                                    |
| Temporades en Segona Divisió B/Segona Federació     | 4                                     | 21                                    |
| Temporades en Tercera Divisió/Tercera Federació     | 57                                    | 46                                    |
| Temporades en categories regionals                  | 18                                    | 7                                     |
| Enfrontaments directes                              |                                       |                                       |
| Nombre de derbis guanyats, empatats i perduts       | 32 victòries, 25 empats i 32 derrotes | 32 victòries, 25 empats i 32 derrotes |
| Nombre de gols marcats/rebuts als derbis            | 126 en favor i 129 en contra          | 129 en favor i 126 en contra          |
| Temporades finalitzant la lliga per sobre del rival | 42                                    | 69                                    |
| Palmarès                                            |                                       |                                       |
| Segona Divisió B                                    | 0                                     | 2                                     |
| Tercera Divisió                                     | 4                                     | 5                                     |
| Copa Federació                                      | 0                                     | 1                                     |
| Campionat de Catalunya                              | 1                                     | 0                                     |
| Copa Catalunya                                      | 3                                     | 2                                     |